# Yan Bingtao
Yan Bingtao (Zibo; 16 de febrer de 2000) és un jugador professional de snooker xinès, el més jove a guanyar el Campionat Mundial Amateur de Snooker.

Yan Bingtao va guanyar a més el Masters de Riga a la temporada 2019-2020 i va quedar finalista en l'Obert d'Irlanda del Nord a la temporada 2017-2018. A l'any 2021 va endur-se el seu primer Masters al guanyar per 10 a 8 a la final a l'escocès John Higgins.
1. ↑  Yan Bingtao
2. ↑  Media, P. A. «Yan Bingtao wins Masters snooker title on debut as comeback stuns Higgins» (en anglès), 18-01-2021. [Consulta: 18 gener 2021].